# NGC 3859
NGC 3859 est une galaxie spirale magellanique située dans la constellation du Lion. Sa vitesse par rapport au fond diffus cosmologique est de 5 797 ± 23 km/s, ce qui correspond à une distance de Hubble de 85,5 ± 6,0 Mpc (∼279 millions d'al). NGC 3859 a été découverte par l'astronome français Édouard Stephan en 1884.
Le professeur Seligman classifie NGC 3859 comme une spirale intermédiaire (SAB), mais on ne voit guère la présence d'un début de bras au centre de cette galaxie sur l'image de l'étude SDSS. C'est une galaxie particulière en raison de son extension asymétrique au sud-ouest.
NGC 3859 présente une large raie HI. Elle renferme également des régions d'hydrogène ionisé.
À ce jour, deux mesures non basées sur le décalage vers le rouge (redshift) donnent une distance de 96,200 ± 8,202 Mpc (∼314 millions d'al), ce qui est à l'intérieur des valeurs de la distance de Hubble. Notons cependant que c'est avec la valeur moyenne des mesures indépendantes, lorsqu'elles existent, que la base de données NASA/IPAC calcule le diamètre d'une galaxie et qu'en conséquence le diamètre de NGC 3859 pourrait être d'environ 36,8 kpc (∼120 000 al) si on utilisait la distance de Hubble pour le calculer.

## Supernova
La supernova SN 2014U a été découverte dans NGC 3859 le 23 février par Tanaka et ses collègues dans le cadre du programme Kiso supernova Survey. Cette supernova était de type II.

## Groupe de NGC 3861

Photographie des galaxies du groupe de NGC 3861 dans lequel ce trouve NGC 3859.

Selon un article publié par A.M. Garcia en 1993, NGC 3859 fait partie du groupe de NGC 3861. Ce groupe de galaxies contient au moins 13 galaxies dont NGC 3816, NGC 3821, NGC 3845, NGC 3860, NGC 3861, NGC 3873 et NGC 3886.
Note importante : dans l'article de Garcia, NGC 3860 et NGC 3861 sont respectivement désignés UGC 6718 et UGC 6724, ce qui porte vraiment à confusion.
Un article publié en 1998 par Abraham Mahtessian mentionne aussi un groupe de cinq galaxies qui font partie du groupe de NGC 3861. Ce sont les galaxies NGC 3816, NGC 3821, NGC 3861, NGC 3873 et NGC 3886. Les galaxies NGC 3845, NGC 3859 et NGC 3860 n'apparaissent pas dans la liste de Mahtessian.
Note : la galaxie NGC 3860 (UGC 6718 dans la liste de Garcia) se retrouve dans un autre groupe décrit par Abraham Mahtessian, le groupe de NGC 3842. Ces deux groupes sont dans la même région du ciel et à des distances différentes de la Voie lactée, une moyenne de 102,3 ± 4,4 Mpc (∼334 millions d'al) pour le groupe de NGC 3842, en excluant NGC 3860, et de 87,1 ± 4,6 Mpc (∼284 millions d'al) pour le groupe de NGC 3861. La galaxie NGC 3860 est à 87,6 Mpc et donc elle appartient définitivement au groupe de NGC 3861 et non à celui de NGC 3842.

## Amas du Lion
Les galaxies du groupe de NGC 3861 font partie de l'amas du Lion (Abell 1367).